# Sondernach (Schmiech)
Die Sondernach oder  Sondernacher Ach ist ein etwa 840 m langer, westlicher und rechter Zufluss der Schmiech im baden-württembergischen Alb-Donau-Kreis. Seine relativ kurze oberirdische Fließstrecke ist Teil eines weitaus größeren Karstgrundwasserleiters der Mittleren Flächenalb.

## Geographie

### Verlauf
Die Sondernach entspringt auf einer Höhe von 595 m ü. NHN in der Ortslage von Schelklingen-Sondernach aus mehreren Karstquellen. Die Quellen haben eine Schüttung von 100 Litern in der Sekunde. Eine davon wird zur Trinkwassergewinnung genutzt.
Die Quellen befinden sich in einem Trockentalsystem, das sich noch viel weiter nach Westen zieht. Es wird  Schandental oder Heutal genannt und zieht sich ungefähr bis zum Mehrstetter Ortsteil Heutal. In das Tal münden von Norden und Süden mehrere Klingen. 
Der Bach fließt in ostnordöstliche Richtung durch das Dorf Sodnernach und mündet bereits nach 850 Metern  auf einer Höhe von 586 m ü. NHN von rechts und Westen in die Große Lauter. Kurz vor der Mündung nimmt sie den Triebwerkskanal der Riedmühle auf, der weiter nördlich von der Schmiech abzweigt. 
Der 841 m lange Lauf der Sondernach endet etwa 9 Höhenmeter unterhalb seines Ursprungs, er hat somit ein mittleres Sohlgefälle von etwa 11 ‰.

### Einzugsgebiet
Das Einzugsgebiet ist trotz der kurzen Fließstrecke mit rund 34,5 km²  sehr groß und gehört naturräumlich zur Mittleren Kuppenalb. Es umfasst grob das Gebiet zwischen Mehrstetten, Apfelstetten, Bremelau  und Sondernach. Sein höchster Punkt liegt im Norden im Gewann Vor dem Kohl nordwestlich von Mehrstetten auf 822 m ü. NHN.
Geologisch stehen im gesamten Einzugsgebiet Schichten des Oberjuras an. Die Ausprägung des Einzugsgebiets ist charakteristisch für die Karstlandschaft der Schwäbischen Alb und weist zahlreiche Elemente des Karstformenschatzes auf. Dazu zählen auch mehrere sogenannte Hungerbrunnen. Das sind Quellen, die nur während der Schneeschmelze oder nach Starkniederschlägen Wasser führen. Typischerweise findet jedoch der größte Teil des Wasserabflusses unterirdisch statt.
Es grenzt im Westen und Süden an das Einzugsgebiet der Großen Lauter. Im Norden und Osten grenzen die Einzugsgebiete der Schmiech und ihrer Zuflüsse Tiefentalgraben und Riedgraben an.

### LUBW
Amtliche Online-Gewässerkarte mit passendem Ausschnitt und den hier benutzten Layern: und Einzugsgebiet der Sondernach

Allgemeiner Einstieg ohne Voreinstellungen und Layer: Daten- und Kartendienst der Landesanstalt für Umwelt Baden-Württemberg (LUBW) (Hinweise)
1. 1 2 3  Höhe ermittelt über WPS-Prozess (Geländehöhe).
2. ↑  Länge nach dem Layer Gewässernetz (AWGN).
3. ↑  Einzugsgebiet nach dem Layer Basiseinzugsgebiet (AWGN).

### Andere Belege
1. ↑  Quellen der Sondernacher Ach im Ortsbereich von Sondernach. Landesamt für Geologie, Rohstoffe und Bergbau Baden-Württemberg, abgerufen am 17. Dezember 2024.
2. ↑  Friedrich Huttenlocher: Geographische Landesaufnahme: Die naturräumlichen Einheiten auf Blatt 178 Sigmaringen. Bundesanstalt für Landeskunde, Bad Godesberg 1959. → Online-Karte (PDF; 4,3 MB)
3. ↑  Geologie nach den Layern zu Geologische Karte 1:50.000 auf: Mapserver des Landesamtes für Geologie, Rohstoffe und Bergbau (LGRB) (Hinweise)